# Државно судско вијеће
Државно судско вијеће (хрв. Državno sudbeno vijeće) јесте самостално и независно тијело које обезбјеђује самосталност и независност судске власти у Хрватској.

## Састав
Државно судско вијеће има 11 чланова. Чине га седам судија, два универзитетска професора правних наука и два саборска посланика од којих је један из редова опозиције. Чланови Вијећа из реда судија су: двојица судија Врховног суда, двојица судија жупанијског суда, двојица судија општинског суда и један судија специјализованог суда. Предсједника и замјеника предсједника Вијећа бирају чланови Вијећа између себе, на вријеме од четири године, а предсједник Вијећа мора бити из реда судија.
Чланови Вијећа се бирају на раздобље од четири године, с тиме да не могу бити бирани више од два пута. Изборе за чланове Вијећа из реда судија спроводи Комисија за избор чланова Вијећа, кандидатски одбори и изборни одбори. Комисија има пет чланова које именује Проширена општа сједница Врховног суда. Чланови Комисије не могу бити кандидати за Вијеће.
Чланове Вијећа из реда универзитетских професора правних наука, на предлог факултетских вијећа, бирају сви професори правних факултета у Хрватској. Два члана Вијећа именује Хрватски сабор из реда својих посланика од којих је један из реда опозиције.
Члан Вијећа може бити разријешен дужности прије истека времена на које је изабран: ако то сам затражи, ако буде осуђен за кривично дјело и ако трајно изгуби способност обављати своју дужност. Одлука о разрјешењу члана Вијећа доноси се већином гласова свих чланова Вијећа. Одлуку о разрјешењу члана Вијећа из реда саборских посланика и универзитетских професора доноси тијело које их је изабрало односно именовало, а за чланове Вијећа из реда судија одлуку доноси Вијеће.

## Дјелокруг
У дјелокруг Државног судског вијећа спада: именовање судија, именовање и разрјешење предсједника судова, одлучивање о имунитету судија, премјештај судија, вођење дисциплинског поступка и одлучивање о дисциплинској одговорности судија, одлучивање о разрјешењу судија, судјеловање у оспособљавању и усавршавању судија и судских службеника, доношење Методологије израде оцјене судија, вођење личних књига судија и вођење и контрола имовинских картица судија. Вијеће одлучује на сједници и доноси одлуке већином гласова свих чланова Вијећа ако законом није другачије прописано. Вијеће доноси пословник о раду којим се уређују начин рада Вијећа те унутрашње устројство и начин рада секретаријата и његових служби. Доноси га већином од најмање осам гласова својих чланова.
За судију може бити именовано лице које је хрватски држављанин. Слободна судијска мјеста се могу попуњавати само у складу са планом. Министарство правде најкасније до краја календарске године доноси за сљедеће двије године план попуњавања слободних судијских мјеста у свим судовима и доставља га предсједнику Врховног суда Републике Хрватске и предсједнику Државног судског вијећа. Оглас о слободним судијским мјестима објављује Вијеће у „Народним новинама“, а по потреби и на други начин. Одлука о именовању судија мора бити образложена и објављује се у „Народним новинама“. Прије ступања на дужност судија даје заклетву пред предсједником Државног судског вијећа или чланом Вијећа којег он одреди.
У случају укидања или преуређења суда Државно судско вијеће може премјестити судију на други суд истог степена и без његовог пристанка. Против овакве одлуке Вијећа судија има право покренути управни спор. Судија може уз свој пристанак бити привремено упућен на рад у други суд на вријеме до двије године, с тиме да се то вријеме може продужити највише још за двије године.
Судија одговара за почињена дисциплинска дјела. За њих се могу изрећи сљедеће дисциплинске казне: укор, новчана казна до 1/3 плате остварене у претходном мјесецу у времену од једног до три мјесеца, затим у времену од четири до шест мјесеци, затим у времену од седам до дванаест мјесеци и разрјешење од дужности. Дисциплински поступак води Државно судско вијеће. За поједине дисциплинске поступке Вијеће може именовати посебно дисциплинско вијеће. Одлуку о дисциплинској одговорности доноси Вијеће већином гласова свих чланова. Судији престаје судијска дужност ако га у складу с Уставом и законом разријеши Вијеће. Разријешиће га: ако то сам затражи; ако трајно изгуби способност обављања своје дужности; ако буде осуђен за кривично дјело које га чини недостојним обављања судијске дужности; ако у складу са законом, због почињеног тешког дисциплинског дјела, тако одлучи Вијеће; кад наврши 70 година. Одлуку о разрјешењу Вијеће доноси већином гласова свих чланова. Против одлуке о разрјешењу судија има право жалбе која одгађа извршење одлуке. Жалба се подноси Уставном суду Републике Хрватске.